# Neulapur
Neulapur (en népalais : नेउलापुर) est un comité de développement villageois du Népal situé dans le district de Bardiya. Au recensement de 2011, il comptait 14 790 habitants.